# Clément IV
Pour les articles homonymes, voir Clément.
Clément IV (au civil : Gui Foucois ou Foulques ou Foucault), né un 23 novembre à la fin du XIIe siècle à Saint-Gilles, près de Nîmes, et mort le 29 novembre 1268 à Viterbe en Italie, est élu en 1265 le 183e pape de l'Église catholique. Son pontificat s’étend du 5 février 1265 au 29 novembre 1268.
Gui Foulques, lettré, avocat, grand juriste, fut marié et eut des enfants (et une descendance attestée jusqu'à nos jours) avant d'entrer, veuf, dans les ordres, et d'entamer une carrière au service de l'Église. Il fut évêque du Puy, honoré d’une prébende de chanoine au Chapitre noble de Brioude (1259), puis archevêque de Narbonne. Conseiller de Saint Louis, il est élu pape sous le nom de Clément IV. Durant ses trois ans et demi de pontificat, il mena une politique ambitieuse et fut l'ami de saint Thomas d'Aquin.

## La famille deClémentIV

### Naissance et mort
Louis Foulques ou Foucault, dit Fulcodi, bourgeois de Saint-Gilles dans le Gard, juriste, eut de son épouse Marie Laure Salvanhiac, plusieurs enfants :
- Gui, qui suit ;
- Nicolas, curé de Saint-Gilles ;
- Marie, épouse de Laurent Forton ;
- Jeanne, épouse de Pierre Sauvaire ;
- Anne, épouse de Louis Gros qui eurent des enfants dont Pierre Gros, curé de Saint-Gilles, auquel son oncle Gui, alors pape, écrivait le 7 mars 1265 : « Nous ne voulons pas que Cécile et Mabilie, nos filles, aient d'autres époux que ceux qu'elles auraient pu avoir si nous étions demeuré simple clerc ! »… et il réduisit de plus les prébendes de ce neveu ecclésiastique à une seule afin de ne pas être taxé de népotisme.

Gui Foulques, dit Fulcodi, dit le Gros, est né à Saint-Gilles (Gard), près de Nîmes, Languedoc un 23 novembre à la fin du XIIe siècle. Il est mort le 29 novembre 1268, dans le palais des papes de Viterbe en Italie.
Sa maison natale dite « Maison romane » a été restaurée au XIXe siècle. Elle est classée monument historique depuis 1862,. Clément IV est le premier de tous les papes qui ait eu des armoiries sur son tombeau, à Viterbe.

### Sa descendance
Gui Foulques avait épousé par contrat du 16 janvier 1239 Margueritte Ruffi, fille de Jacques et de Cécile du Sault. Plusieurs enfants sont nés de cette union. En 1265, il ne restait que :
- Mabilie qui devint religieuse à Nîmes après 1267 et qui mourut en 1307 d'après Pierre Cabizolles, prêtre du diocèse du Puy-en-Velay[4] ;
- Cécile, religieuse au monastère de Saint Sauveur de la Fontaine de Nîmes d'après Pierre Cabizolles[4] ou mariée par contrat du 2 février 1274 à son cousin Pierre Ruffi d'après Pierre Burlats-Brun, historien généalogiste, spécialiste des familles du Languedoc[e 1] qui développe sa descendance. Les travaux de Pierre Burlats-Brun reposent sur les pièces du procès qui a été instruit pour l'héritage de Gui Foulques, commencé vers 1272 et terminé seulement en 1339. Une grande partie de ces pièces sont reproduites dans le cartulaire de l'évêché de Maguelone. Ces pièces citent plus de soixante personnes apparentées (« neveux ou cousins ») au pape Clément IV[Note 2].

## L'œuvre deClémentIV

### Avant son pontificat
Docteur en droit civil, il devient un professeur et avocat renommé. Il enquête en Venaissin pour le compte d'Alphonse de Poitiers (fin 1253-début 1254) Veuf, il est ordonné prêtre en 1255 et nommé archidiacre du Puy, curé de Saint-Gilles puis évêque du Puy en 1257, archevêque de Narbonne en 1259, à cette date il est aussi nommé chanoine au chapitre de Saint-Julien de Brioude. Conseiller de Saint Louis, en un temps garde du sceau, conseiller du pape Urbain IV, il est créé cardinal évêque de Sabine le 17 décembre 1261. Légat apostolique en Angleterre pour une médiation entre Henri III et ses prélats et barons en 1264, il est en voyage lorsqu'il est élu pape (le 183e) après la mort d'Urbain IV. Il rentre alors à Pérouse en Italie, déguisé en moine, avant de coiffer la tiare, le 5 février 1265, sous le nom de Clément IV. Il habite pendant presque tout son pontificat dans le palais des papes de Viterbe, la capitale de la Tuscie romaine ayant été choisie comme siège pontifical par Alexandre IV en 1257.

### Pendant son pontificat
Clément IV a créé un cardinal en 1265 ou 1268 : Bernard Ayglier, O.S.B., abbé de l'abbaye territoriale du Mont-Cassin.
La principale affaire de son pontificat est la réalisation de la dévolution, désirée par Urbain IV, du royaume de Sicile à Charles Ier d'Anjou, frère du roi de France Louis IX, chargé de tenir tête aux ambitions impérialistes de Manfred de Hohenstaufen, fils naturel de l'empereur Frédéric II de Hohenstaufen, et du parti gibelin. Après la mort de Manfred en 1266 à la bataille de Bénévent, le pape intervient dans l'élection de Conradin, neveu de Manfred et dernier descendant de Frédéric II. Mais après que Charles d'Anjou exécute Conradin, Clément IV se voit contraint de s'opposer aux ambitions de Charles. Dans le même temps, il favorise le double mariage qui lie les familles de Hongrie et de Sicile.
Cette politique ambitieuse, mais onéreuse, qu'accompagne une ferme reprise en main de l'Église par la Curie, fait de Clément IV l'un des créateurs de la fiscalité pontificale et de ce qui en est déjà la condition nécessaire, la réserve au Saint-Siège de la collation des bénéfices ecclésiastiques.

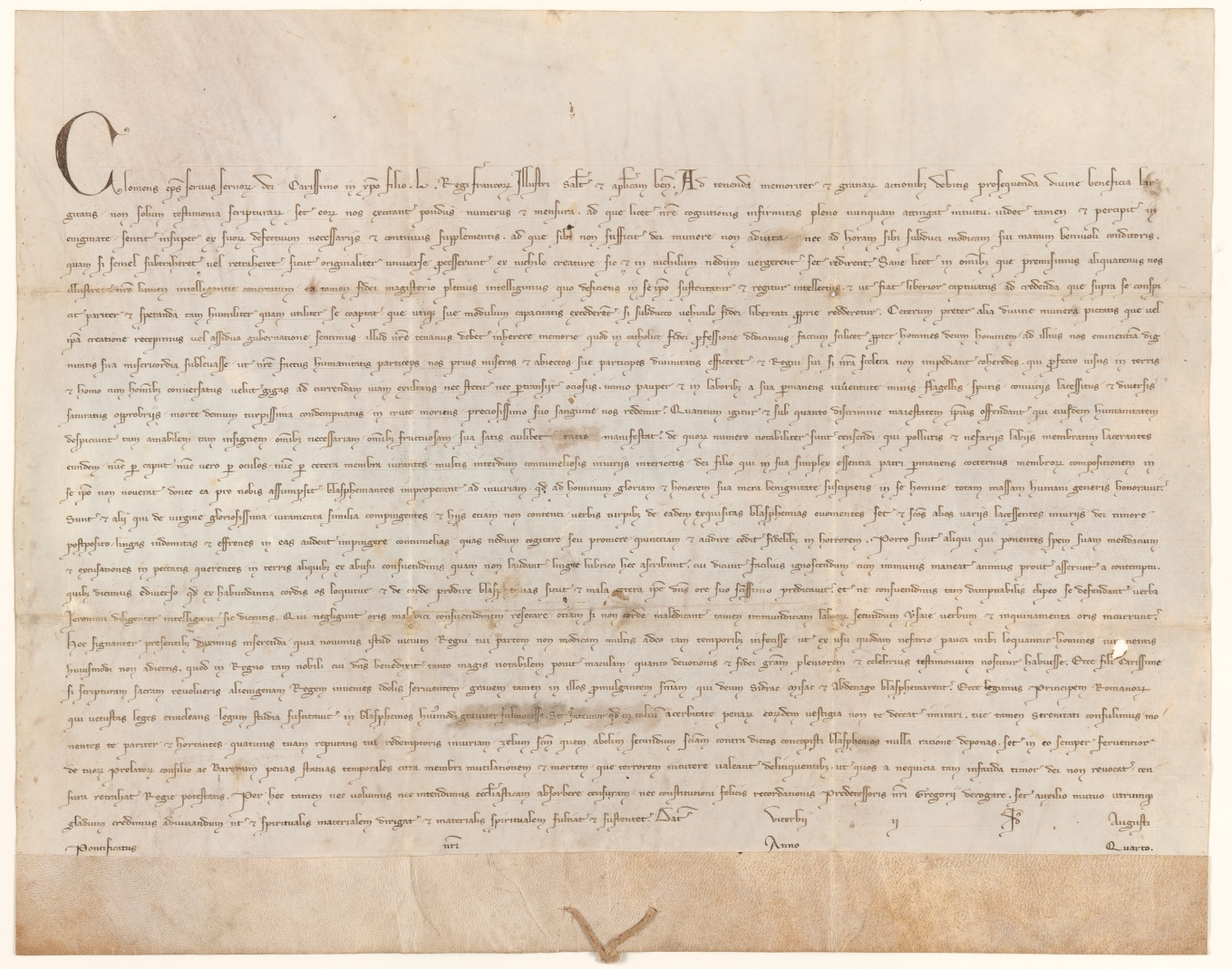
Bulle demandant à saint Louis de modérer sa sévérité à l’encontre des blasphémateurs (1268)

Clément IV est sur le trône de saint Pierre le plus intransigeant des rigoristes et le plus théocratique des papes du XIIIe siècle, agissant quasi simultanément sur tous les plans, continuant l'œuvre de ses prédécesseurs Grégoire IX et Urbain IV, mais en la poussant jusqu'à son extrême logique : il autorise la torture pour contraindre les hérésiarques à se rétracter (3 novembre 1265), privilégie les Dominicains et leur confie la direction de la lutte contre l'hérésie. À l'égard des juifs relaps, il ordonne des châtiments allant jusqu'à la mort, et exhorte saint Louis à établir contre les blasphémateurs des peines temporelles capables de leur inspirer la terreur.

### ClémentIVet l'islam
À la fin du XIIIe siècle, de nombreux musulmans étaient installés en Espagne, terre historiquement chrétienne.
Dans cette Espagne dirigée par des souverains catholiques, les mudéjars vivent dans leurs aljamas. Les plus nombreux demeurent dans la vallée de l’Èbre et la région de Valence. Mais le roi d’Aragon se vit admonester par le pape Clément IV qui exprima le fond de la pensée catholique sur la question : « On a des exemples de la dangereuse affaire qu’est d’avoir des musulmans dans vos domaines… Il est certes aussi raisonnable de garder chez soi des ennemis si perfides et malfaisants, ou même de les avoir pour voisins que de se mettre un serpent dans le giron ou le feu dans son sein… Votre Créateur … souffre pendant que ces musulmans célèbrent le nom de Mahomet parmi les chrétiens… Vous devenez votre propre adversaire si vous persécutez les musulmans dans leurs propres terres, mais les protégez patiemment dans les vôtres. Une fois tout cela débattu… il est indubitable qu’il serait conforme à vos excellentes œuvres que vous exiliez ces gens hors des frontières de vos domaines » et l'historien Rochdy Alili conclut « Le Pape a parlé, il ne peut y avoir de musulmans en royaume chrétien ».

### ClémentIVet Roger Bacon
Roger Bacon, frère franciscain et scientifique de renom, est le premier à s’apercevoir de l’erreur du calendrier julien par rapport à l’année solaire. Il propose en 1264 à Clément IV de le rectifier. Il avait en effet une grande estime pour Clément IV, son protecteur. Par ailleurs, ses observations astronomiques lui valant d’être accusé de magie et suscitant la haine de ses contemporains, Clément IV lui demande un exposé détaillé de ses inventions. Roger Bacon lui envoie quelques instruments de mathématiques qu’il avait inventés, ainsi que son œuvre maîtresse, l'Opus majus, ouvrage dans lequel il défend une réforme nécessaire des sciences, et qui apparaît comme une encyclopédie regroupant la grammaire et la logique ainsi que les mathématiques et la physique.

### Investiture deCharlesIer
La tour Ferrande à Pernes-les-Fontaines, édifice du XIIe siècle, est célèbre pour ses fresques du XIIIe siècle qui ornent son troisième étage. Considérées comme les premières fresques militaires en France, elles illustrent l'investiture en 1266 par le pape Clément IV de Charles Ier, comte de Provence, en tant que roi de Sicile.
Charles d'Anjou, comte de Provence, est représenté devant le pape Clément IV. Celui-ci, coiffé de sa tiare et tenant, posée sur l'épaule droite, une énorme clef de saint Pierre, présente au nouveau roi de Sicile (Trinacrie, Sicile insulaire, et royaume de Naples, Sicile continentale) la bulle de son investiture. Charles la reçoit, à genoux, revêtu d'une robe blanche à fleurs de lys, et coiffé de la couronne royale. Cette scène est légendée par cette inscription : CLEMENS PP. IIII - KAROLVS PRIM(V)S REX (SIC)ILIE.

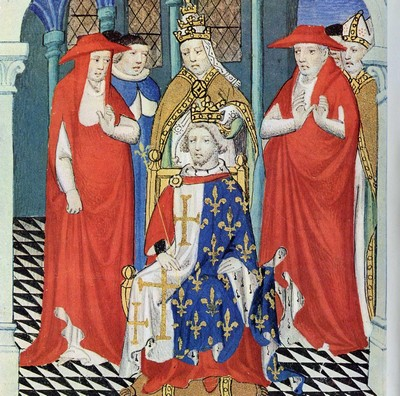
Couronnement de Charles Ier par le pape Clément IV.
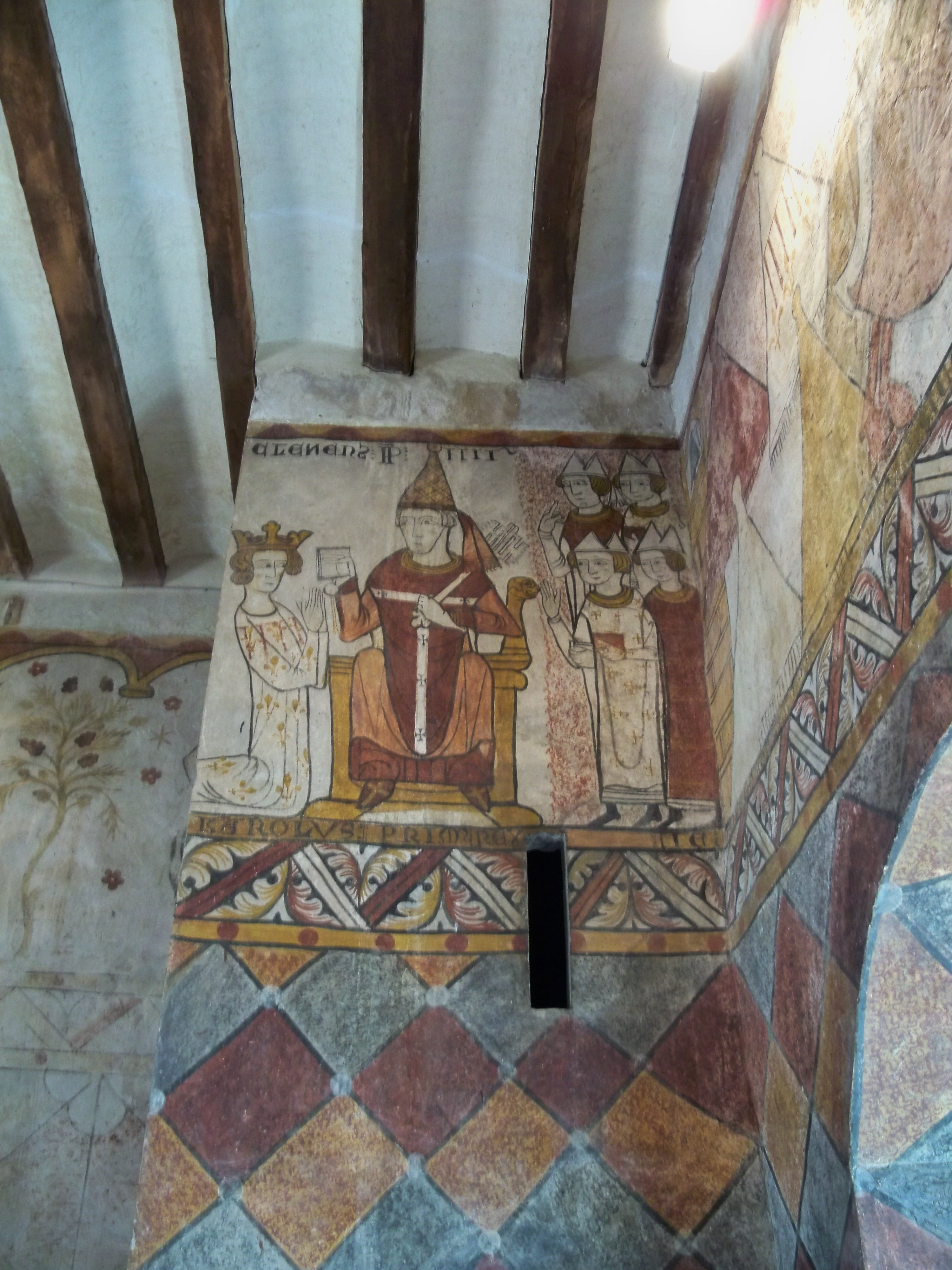
In situ : investiture de Charles d'Anjou, comte de Provence par Clément IV.
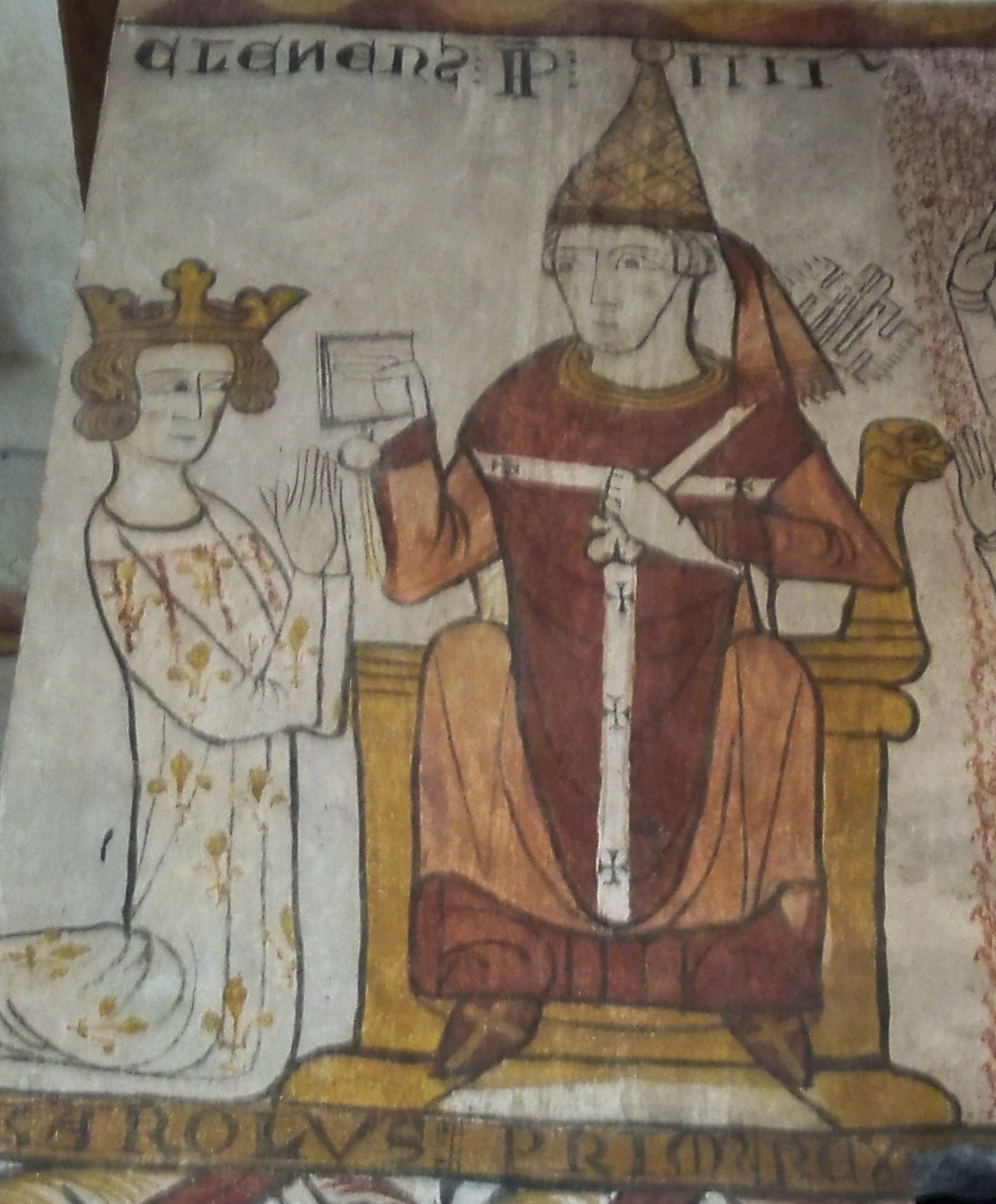
Détail : Charles Ier et Clément IV.
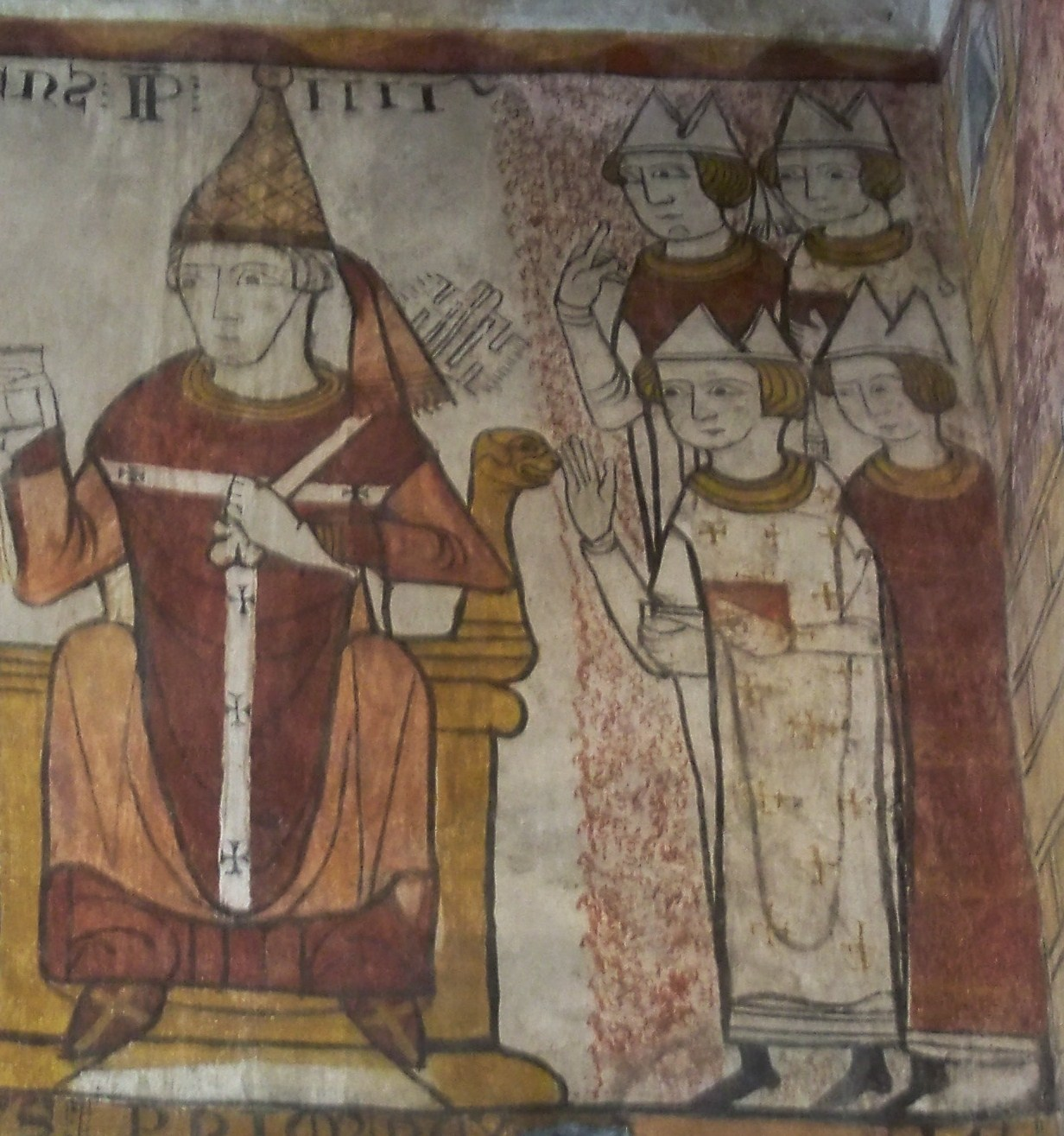
Détail : Clément IV et sa cour pontificale.

### ClémentIVet le népotisme
Peut-être par réticence envers le népotisme déjà fort présent à la Curie romaine, Clément IV n'a créé qu'un seul cardinal : Bernard Ayglier OSB, abbé du Mont-Cassin.
Clément IV passe les deux dernières années de sa vie à Viterbe, en compagnie de saint Thomas d'Aquin, dont la Somme théologique s'imposera durant tout le Moyen Âge.
Ses contemporains ont loué son ascétisme, sa lutte contre la corruption en général et le népotisme en particulier. Il était réputé doux et désintéressé.

## Mort deClémentIV: origine de l'isolement du conclave

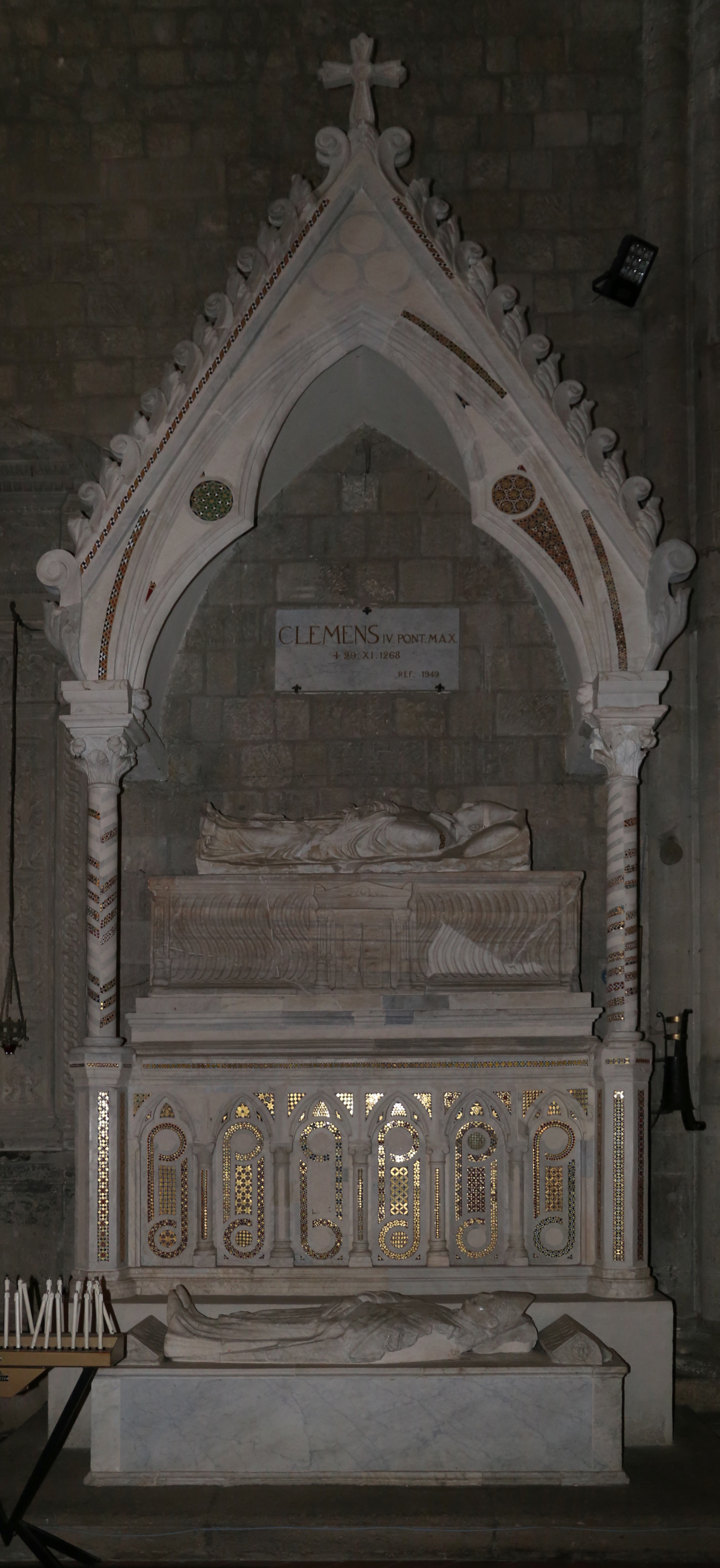
Monument funéraire du pape Clément IV, dans la basilique de San Francesco alla Rocca, Viterbe.

L'élection d'un pape se déroule depuis 1271 à l'écart de toute pression extérieure, le conclave (cum clave : sous clef) étant coupé du monde.
Cet isolement existe depuis qu'en 1271 à Viterbe, les cardinaux ne parvenant pas à se mettre d'accord pour trouver un successeur à Clément IV au bout de trois ans de délibérations, ont été enfermés et mis au pain sec et à l'eau pour les inciter à élire rapidement un nouveau pape.
L'élu, Grégoire X, a érigé cette pratique en règle, à l'exception du pain et de l'eau.
Selon certains auteurs, les armes de Guy Foulques représentaient un aigle tenant dans ses serres un dragon. L'historien médiéviste Robert-Henri Bautier estime cette lecture fautive car deux exemplaires de son sceau, conservés aux Archives nationales (J. 340 no 23 et J. 473 no 13ter) représentent un bras gauche au poing fermé, placé horizontalement et sur lequel sont superposés trois épis disposés en gerbe.

## Œuvres

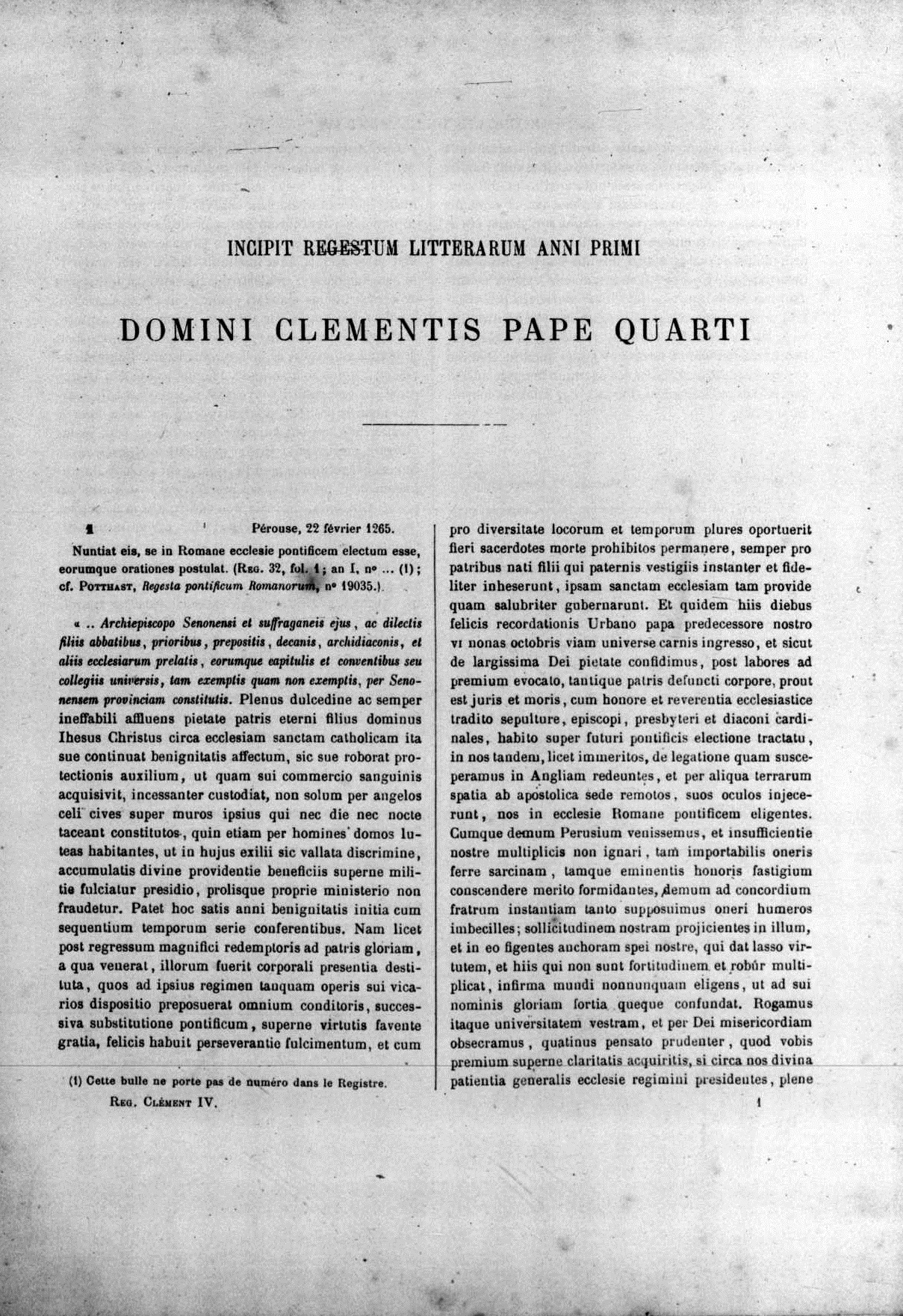
Edition des lettres de Clément IV par Edouard Jordan, Paris, 1893-1945

Le recueil des bulles du pape Clément IV (556 écrits, datés entre le 24 février 1265 et le 6 novembre 1268) a fait l'objet de plusieurs études :
- E. Jordan, Les registres de Clément IV, Paris, 1893 [lire en ligne].
- Epistole et dictamina Clementis pape quarti, Herausgegeben von Matthias Thumser [lire en ligne].
- Ex Clementis IV registro., « article », sur Monumenta Germaniae Historica [lire en ligne].

Clément IV n'a instruit qu'un procès en canonisation, celui d'Edwige de Silésie qu'il a canonisée en 1267.

## Bulles
- Du 7 février 1267 : au profit de Pons II, abbé de l'abbaye Saint-Pons de Thomières confirmant toutes les donations faites au monastère de Saint-Pons, et ses privilèges, conformément aux bulles des papes Luce III et Innocent IV[10]
- Parvus Fons de 1265, dite « Clémentine », devenue depuis partie intégrante des constitutions (avec la Carta Caritatis) de Cîteaux, organisant les relations entre l'abbaye de Cîteaux (abbaye-mère) et ses abbayes filles principales (La Ferté, Pontigny, Clairvaux et Morimond), à la suite de l'élection de Jacques II de Cîteaux comme abbé [11].

## Pour approfondir